# ویک آوف فور
شهر ویک آوف فور (به آلمانی: Wyk auf Föhr) در ایالت اشلسویگ-هل‌اشتاین در کشور آلمان واقع شده‌است.